# Oshirushi

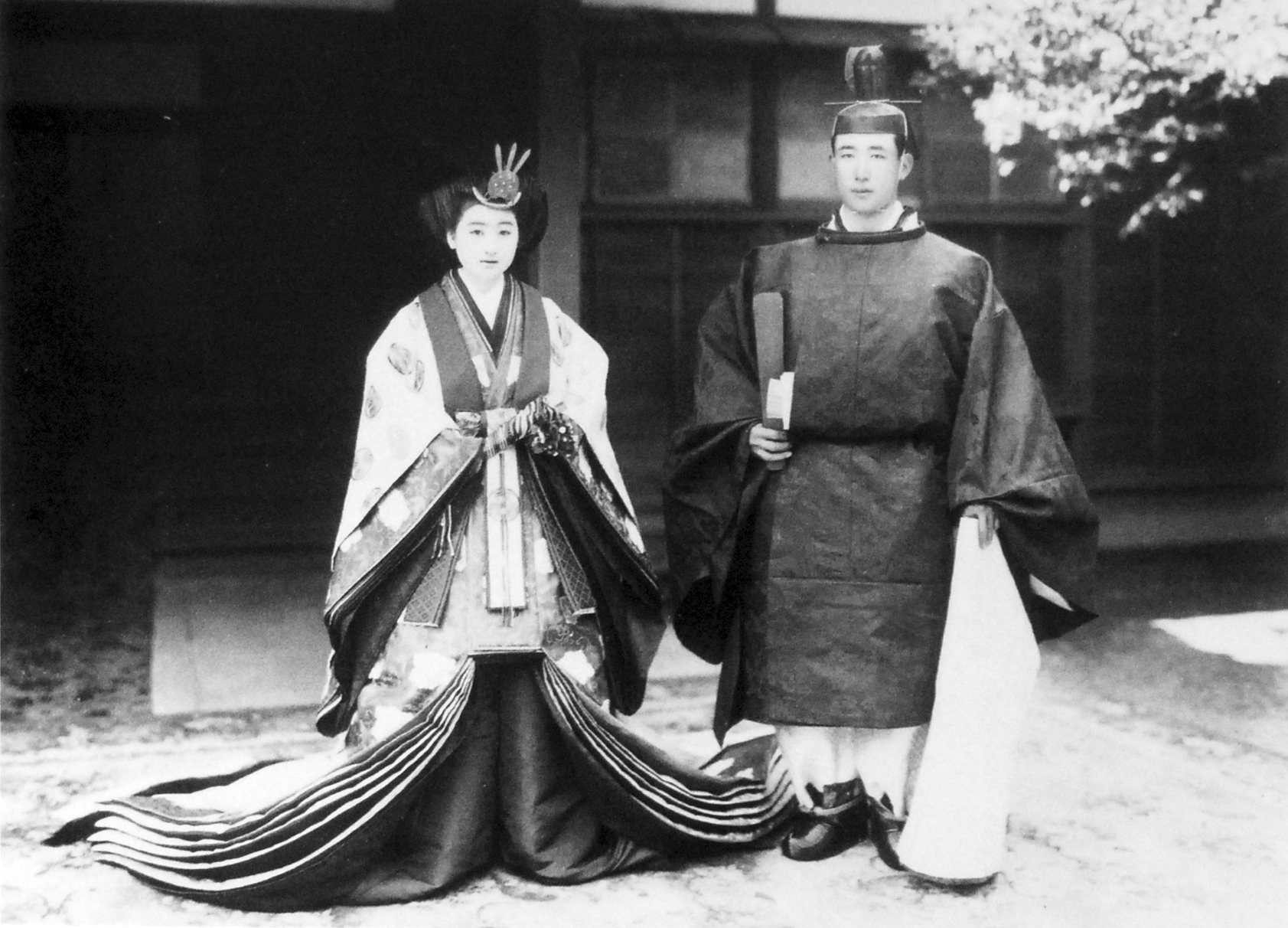
Ceremonia ślubna księcia Nagahisa Kitashirakawa i Sachiko Tokugawy (szata księżniczki Sachiko ozdobiona jest symbolami rodzinnymi)

Oshirushi (jap. お印) – emblemat lub symbol używany przez członków japońskiej rodziny cesarskiej na ich przedmiotach osobistych. Określany również jako Pieczęć Cesarska (御印章).

## Pochodzenie
Powszechnie sądzi się, iż wywodzi się z późnego okresu Edo, kiedy był wykorzystywany przez potomstwo cesarza Kōkaku, lecz Departament Archiwów i Mauzoleów (Shoryō-bu) Cesarskiej Agencji Dworskiej orzekł, że „była to nieformalna tradycja i nie została odnotowana”. Jest on powszechnie używany na dworze cesarskim od czasów Meiji. Nie ma jasnych przepisów prawnych i regulacji w Kodeksie Pałacu Cesarskiego, a system ten był praktykowany jako zwyczajowa praktyka. Mówi się, że osoby służące rodzinie cesarskiej zaczęły używać pieczęci, ponieważ uważały, że pisanie imion i tytułów członków rodu cesarskiego byłoby niegrzeczne. Istnieje też hipoteza, iż zjawisko to początkowo zaczęło się wśród kobiet.